# Ministerstvo výstavby a stavebnictví Slovenské republiky
Ministerstvo výstavby a stavebnictví Slovenské republiky bylo v letech 1988 až 1992 ústředním orgánem státní správy Slovenské republiky pro investiční rozvoj, pro stavební výrobu a výrobu stavebních materiálů.
Ministerstvo výstavby a stavebnictví bylo zrušeno zákonem 453/1992 Sb. Jeho působnost:
- Ve věcech stavební výroby a výroby stavebních látek přešla na Ministerstvo hospodářství Slovenské republiky,
- Ve věcech investičního rozvoje přešla na Ministerstvo dopravy, výstavby a regionálního rozvoje Slovenské republiky.[2]

S Ministerstvem výstavby a regionálního rozvoje SR, které bylo vytvořeno v dubnu 1995 nemá přímou právní souvislost.